# Serge Beucherie
Serge Beucherie (Sannois, 17 de gener de 1955) va ser un ciclista i posteriorment director esportiu francès. Com a corredor fou professional entre 1978 i 1984 destacant del seu palmarès el Campionat nacional en ruta de 1981.
Un cop retirat es va dedicar a la direcció de diferents equips ciclistes destacant el Gan, més tard anomenat Crédit agricole, i posteriorment el IAM Cycling suís.

## Palmarès
- 1975
  - Vencedor d'una etapa al Rapport Toer
- 1978
  - Vencedor d'una etapa als Quatre dies de Dunkerque
- 1980
  - 1r a la París-Connerré
- 1981
  -  Campió de França en ruta
- 1982
  - 1r al Tour de Vendée

### Resultats al Tour de França
- 1978. 67è de la classificació general
- 1979. 87è de la classificació general
- 1981. 33è de la classificació general
- 1984. No surt (7a etapa)